# وائل ریاض
وائل ریاض (عربی: وائل رياض؛ زادهٔ ۲ اوت ۱۹۸۲) بازیکن فوتبال اهل مصر بود.
از باشگاه‌هایی که در آن بازی کرده‌است می‌توان به باشگاه فوتبال گراتس و باشگاه ورزشی الاهلی اشاره کرد.